# James Hunt
James Simon Wallis Hunt (Belmont (Sutton), 1947. augusztus 29. – Wimbledon (London), 1993. június 15.) angol autóversenyző, az 1976-os Formula–1 világbajnokság győztese.

## Pályafutása

### A Formula–1 előtt

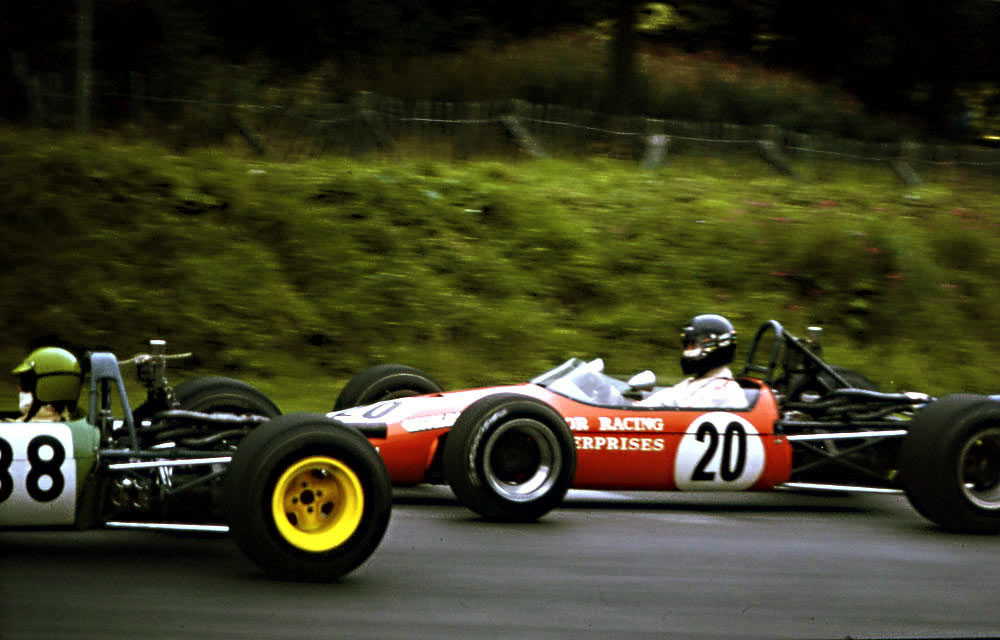
1969-ben egy Forma–3-as versenyen

1947. augusztus 29-én született az angliai Belmontban. Orvostanhallgató volt, amikor a tanulás mellett húszéves korában Brands Hatchben beiratkozott egy autóversenyző tanfolyamra. Vezetés iránti szenvedélyében az volt a hiba, hogy szinte mindent addig hajtott, amíg nem sikerült összetörnie.
1967-ben kezdett el versenyezni egy saját maga által tuningolt Minivel. 1968-ban már együléses sorozatban indult, az Alexis Forma Ford 1600-ban. Ebben az évben és a következőben is sikerült egy-egy futamgyőzelmet elérnie. Ezzel egy időben 1969-ben elkezdett a Forma-3-ban is versenyezni, ahol két futamgyőzelmet szerzett. Egészen 1972-ig ebben a sorozatban maradt. 1970 és 1972 között hat Forma–3-as futamot nyert meg, mégsem sikerült olyan hamar feljutnia a Formula–1-be, mint vetélytársainak: Emerson Fittipaldinak, Ronnie Petersonnak vagy Niki Laudának. Ennek egyrészt anyagi okai voltak, másrészt gyakran törte össze versenyautóit.
Lord Alexander Hesketh vásárolt Huntnak egy használt Surtees-autót, amellyel a Formula–1-es világbajnokságba nem beszámító versenyeken indult 1972-ben. Látván James tehetségét Hesketh 1973-ban vett Jamesnek egy új March-Fordot, amivel Hunt már világbajnoki futamokon is részt tudott venni a Formula–1-ben.

### A Formula–1-ben
Hunt az 1973-as monacói nagydíjon debütált a Formula–1-ben. Itt még nem szerzett pontot, és a következő svéd nagydíjat is kihagyta, de ezután, Franciaországban már hatodik, azaz pontszerző volt. Silverstone-ban egy negyedik hellyel örvendeztette meg hazai közönségét, aztán Hollandiában már harmadik volt. A szezon utolsó futamán, Amerikában egy második helyet szerzett a Lotusos Ronnie Peterson mögött. Bár kevés futamon indult, 1973-ban 14 pontot szerzett, amivel a világbajnokság nyolcadik helyén végzett.
1974-ben Hesketh úgy döntött, hogy saját csapatot indít saját neve alatt (Hesketh Racing). Az első versenyeken még maradtak a March 731-esnél, de aztán elkészült a Harvey Postlethwaite által tervezett első Hesketh-autó, a 308-as, szintén Ford motorral. James négy alkalommal tudott pontot szerezni vele a szezon folyamán: Svédországban és Ausztriában harmadik, Kanadában negyedik, Watkins Glenben pedig újra harmadik lett. Összesen 15 pontot szerzett, ez ismét a nyolcadik helyet jelentette a világbajnokságban.

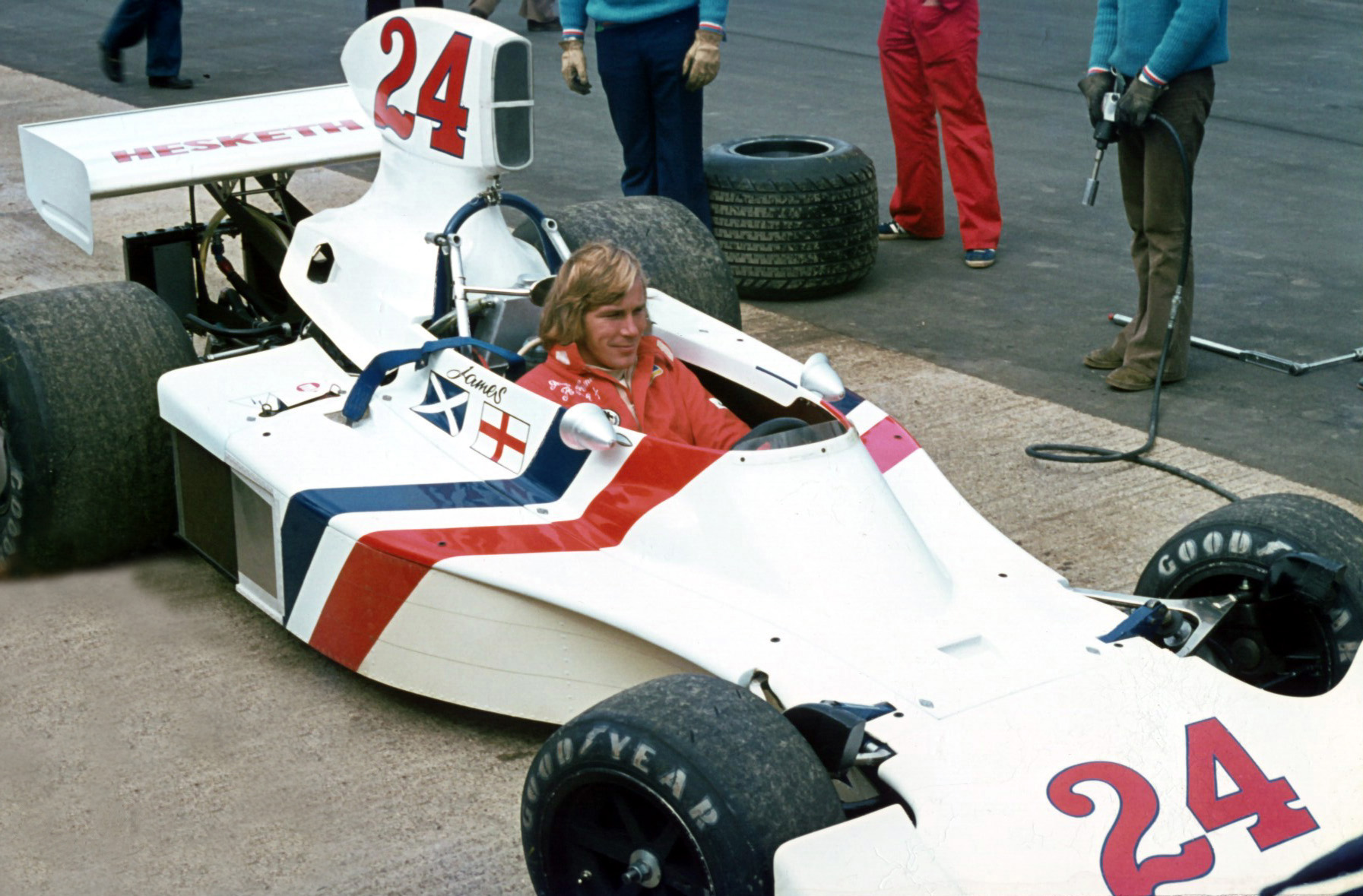
Hunt 1975-ben egy Heskethben

1975-ben Hunt második hellyel nyitott Argentínában a McLarenes Emerson Fittipaldi mögött. Ezután hatodik lett Brazíliában, majd öt versenyen nem ért célba. Az esőversenynek induló holland futamon az bizonyult döntőnek, hogy kockáztatott, és amikor kezdett alábbhagyni az eső, először ment ki száraz gumikért. Ezzel maga mögé utasította a domináns Ferrarikat és learatta pályafutása első futamgyőzelmét (a Hesketh-csapat számára is az első volt). Franciaországban második lett Niki Lauda mögött. Hazai pályán, Silverstone-ban negyedik lett. Németországi kiesése után minden futamon pontot szerzett. Összesen 33-at szerzett a szezon folyamán és a negyedik helyen végzett a világbajnokságban. Miután Hunt és Hesketh is elhagyta a csapatot, az néhány év sikertelen szereplés után tönkrement.
James Hunt Emerson Fittipaldi megüresedett helyére került a következő évre a McLaren-Fordnál. Az első versenyt Brazíliában Hunt nem fejezte be, majd Dél-Afrikában második lett Lauda mögött. A spanyolországi Jaramában sikerült legyőznie Laudát és nyert. Nem sokkal ezután Franciaországban is nyert, bár ekkor a két Ferrari ezúttal nem fejezte be a futamot. Brands Hatchben meg tudta verni Laudát a pályán, de a futamot követően diszkvalifikálták, mivel amikor egy rajtbaleset után újra indították a mezőnyt, Hunt állítólag átült a tartalék autójába.
A következő versenyt a hírhedt „régi” Nürburgringen rendezték. Lauda veszélyesnek ítélte meg a helyzetet és le akarta fújatni a versenyt, de leszavazták. Niki túl korán váltotta le esőgumijait szárazakra és az Adenau Brücke utáni részen megcsúszott, nekicsapódott a korlátnak, majd lángoló autójában visszapördült a pályára és aztán Brett Lunger (Surtees-Ford) is nekiment. Az osztrák kómába esett, tüdőforrázást, füstmérgezést szenvedett és súlyos égési sérülésekkel szállították kórházba. Hunt megnyerte a versenyt. A futam előtt Lauda 35 ponttal vezetett Hunttal szemben a világbajnokságban, ám ekkor az angol nagy lehetőséghez jutott. Hunt hátránya az osztrák távollétében 14 pontra csökkent, de Lauda ismét el tudott húzni az olasz nagydíjon, ahol negyedik lett, Hunt pedig nem fejezte be a versenyt. Ám a McLaren versenyzője a következő két futamon első lett.

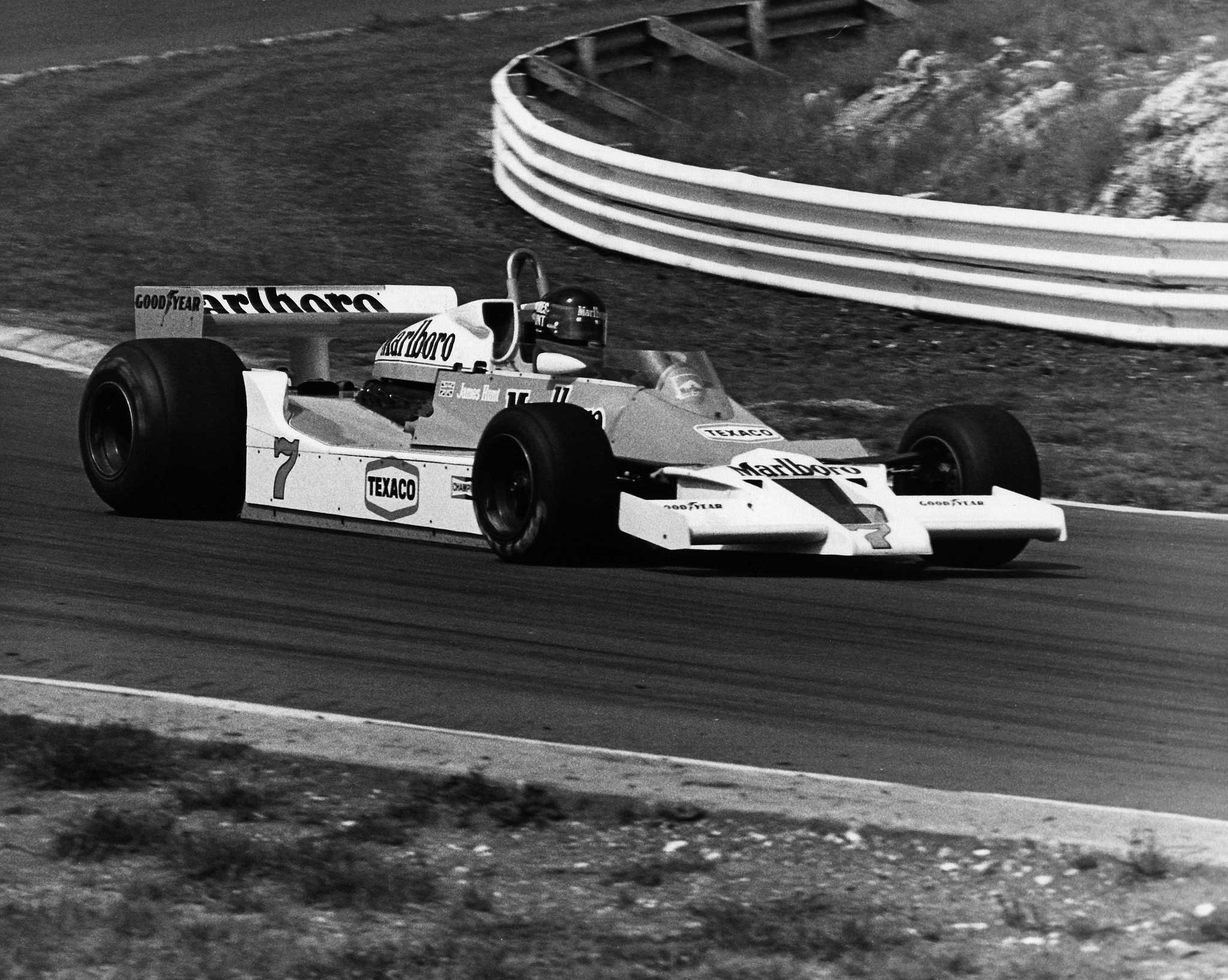
Hunt az 1978-as brit nagydíjon

Lauda így mindössze 3 pontos előnnyel érkezhetett az utolsó futamra, a japán nagydíjra.
A verseny sűrűn zuhogó esőben kezdődött, Lauda túl veszélyesnek ítélte a körülményeket és mindössze két kör után kiállt. Ezért később sokan gyávasággal vádolták. A verseny után Hunt is bevallotta, hogy neki is megfordult a fejében, hogy esetleg ne induljon, ám mégis rajthoz állt, hiszen nem hagyhatta ki élete nagy lehetőségét.
Hunt a harmadik helyen ért célba és ezzel egy pont előnnyel megnyerte a világbajnokságot. A boldogsága határtalan volt, felállt az autójában és onnan kiabált a McLaren csapatfőnökének, Teddy Mayernek.
Világbajnoki címe után egyre gyengébb évek következtek számára. 1977-ben esélye sem volt a címre, 40 ponttal az ötödik helyen zárt. 1978 még rosszabb volt számára. A McLaren konstrukciós gyakorlata felett eljárt az idő és Hunt egész évben mindössze három alkalommal tudott pontot szerezni: Argentínában negyedik lett, Spanyolországban hatodik, Franciaországban pedig harmadik. Ez 8 pontot jelentett összesítésben - és mindössze a tizenharmadik helyet.
Hunt 1979-re a Wolf csapathoz szerződött, ahol újból együtt dolgozhatott Harvey Postlethwaite-tal, aki annak idején ígéretes autókat épített a Heskethnek. Megtette ezt a Wolfnál is, ám ekkor már a Wolf is hanyatlani kezdett. James az első hét verseny után pont nélkül állt a tabellán, ezért Monacóban – ahol korábban elkezdődött pályafutása – úgy döntött, hogy visszavonul.

### A Formula–1 után
A sporttól sosem maradt távol: 1980-ban a brit BBC televízióhoz szerződött Formula–1-es szakkommentátornak Murray Walker mellé. Akárcsak versenyző korában, nyílt és szókimondó volt ebben a minőségében is. James Hunt egészen 1993-ig a köztévénél dolgozott, amikor tragikus hirtelenséggel elhunyt: mindössze negyvenöt esztendősen szívroham vitte el wimbledoni otthonában.

## Mozifilm
2013 szeptemberében mutatták be a Hajsza a győzelemért (Rush) című – Niki Lauda és James Hunt csatáját bemutató – mozifilmet, amiben Huntot Chris Hemsworth alakítja. 2015-ben a magyar tévé is bemutatta.

## Teljes Formula–1-es eredménysorozata
(Táblázat értelmezése)

(Félkövér: pole-pozícióból indult; dőlt: leggyorsabb kört futott) 

| Év   | Csapat  | 1      | 2      | 3      | 4      | 5      | 6      | 7      | 8      | 9       | 10     | 11      | 12     | 13     | 14     | 15    | 16     | 17    | Helyezés | Pont |
| ---- | ------- | ------ | ------ | ------ | ------ | ------ | ------ | ------ | ------ | ------- | ------ | ------- | ------ | ------ | ------ | ----- | ------ | ----- | -------- | ---- |
| 1973 | Hesketh | ARG    | BRA    | RSA    | ESP    | BEL    | MON Ki | SWE    | FRA 6  | GBR 4   | NED 3  | GER     | AUT Ki | ITA Ni | CAN 7  | USA 2 |        |       | 8.       | 14   |
| 1974 | Hesketh | ARG Ki | BRA 9  | RSA Ki | ESP 10 | BEL Ki | MON Ki | SWE 3  | NED Ki | FRA Ki  | GBR Ki | GER Ki  | AUT 3  | ITA Ki | CAN 4  | USA 3 |        |       | 8.       | 15   |
| 1975 | Hesketh | ARG 2  | BRA 6  | RSA Ki | ESP Ki | MON Ki | BEL Ki | SWE Ki | NED 1  | FRA 2   | GBR 4  | GER Ki  | AUT 2  | ITA 5  | USA 4  |       |        |       | 4.       | 33   |
| 1976 | McLaren | BRA Ki | RSA 2  | USW Ki | ESP 1  | BEL Ki | MON Ki | SWE 5  | FRA 1  | GBR Kiz | GER 1  | AUT 4   | NED 1  | ITA Ki | CAN 1  | USA 1 | JPN 3  |       | 1.       | 69   |
| 1977 | McLaren | ARG Ki | BRA 2  | RSA 4  | USA 7  | ESP Ki | MON Ki | BEL 7  | SWE 12 | FRA 3   | GBR 1  | GER Ki  | AUT Ki | NED Ki | ITA Ki | USA 1 | CAN Ki | JPN 1 | 5.       | 40   |
| 1978 | McLaren | ARG 4  | BRA Ki | RSA Ki | USW Ki | MON Ki | BEL Ki | ESP 6  | SWE 8  | FRA 3   | GBR Ki | GER Kiz | AUT Ki | NED 10 | ITA Ki | USA 7 | CAN Ki |       | 13.      | 8    |
| 1979 | Wolf    | ARG Ki | BRA Ki | RSA 8  | USW Ki | ESP Ki | BEL Ki | MON Ki | FRA    | GBR     | GER    | AUT     | NED    | ITA    | CAN    | USA   |        |       | 22.      | 0    |